# Municipio de Solway
El municipio de Solway (en inglés: Solway Township) es un municipio ubicado en el condado de St. Louis en el estado estadounidense de Minnesota. En el año 2010 tenía una población de 1944 habitantes y una densidad poblacional de 21 personas por km².

## Geografía
El municipio de Solway se encuentra ubicado en las coordenadas 46°48′24″N 92°22′5″O / 46.80667, -92.36806. Según la Oficina del Censo de los Estados Unidos, el municipio tiene una superficie total de 92.57 km², de la cual 92 km² corresponden a tierra firme y (0,61 %) 0,56 km² es agua.

## Demografía
Según el censo de 2010, había 1944 personas residiendo en el municipio de Solway. La densidad de población era de 21 hab./km². De los 1944 habitantes, el municipio de Solway estaba compuesto por el 97,58 % blancos, el 0,15 % eran afroamericanos, el 1,08 % eran amerindios, el 0,26 % eran asiáticos y el 0,93 % eran de una mezcla de razas. Del total de la población el 0,87 % eran hispanos o latinos de cualquier raza.